# In a Silent Way
In a Silent Way (1969) is een album van de Amerikaanse jazzmuzikant Miles Davis.
In a Silent Way is een van de eerste albums waar Miles Davis tegen de traditie in gebruikmaakt van elektrische instrumenten en wordt daarom beschouwd als een van zijn eerste jazzfusion-opnames.
Het album is geproduceerd door Teo Macero, wiens werk als arrangeur en editeur een belangrijke bijdrage levert aan de sound van de opname. Voor de muzikale bezetting deed Davis een beroep op nieuwkomers zoals Joe Zawinul, Chick Corea, John McLaughlin en Dave Holland.

## Tracklist
- 1. "Shhh/Peaceful" (Miles Davis) – 18:16
- 2. "In a Silent Way/It's About That Time" (Joe Zawinul, Miles Davis) – 19:52

## Bezetting
- Miles Davis – trompet
- Wayne Shorter – sopraansaxofoon
- John McLaughlin – elektrische gitaar
- Herbie Hancock – elektrische piano
- Chick Corea – elektrische piano
- Joe Zawinul – orgel
- Dave Holland – bas
- Tony Williams – drums